# Iseo & Dodosound
Iseo&Dodosound és un duo de Navarra creat l'any 2014. En formen part Dodosound (Alberto Iriarte) i Iseo (Leire Villanueva). Combinen l'estil del reggae y el dub amb una forta influencia del trip hop. Han tocat per països com Brasil, Perú, l'Índia, Itàlia o França.

## Biografia
Dodosound va començar amb la música com a mesclador el 2004 influenciat pel hip hop y pels DJ’s del món del turntablism en solitari i en algunes formacions de rap de Iruña. Abans de crear el grup amb Iseo, va formar part de diferents grups de hip hop com els Raperos de Emaús  i també va ser part activa de l'escena musical alternativa de Euskal Herria. El 2012 va començar a facturar les seves primeres cançons amb el grup Iseo&Dodosound.
Iseo va passar per diverses formacions musicals entre Pamplona, la seva ciutat de naixement i Barcelona. Ha fet diferents projectes en solitari acompanyada de la seva guitarra y un looper, creant el seu segell dins el món musical. Abans d'arribar als grans escenaris tocava en petites sales i bars de Barcelona. El 2016 va treure el seu primer disc, Last Night, amb el que es va promocionar com a cantautora. Tocant el piano des de ben petita i amb una veu natural, Iseo es mou pels estils musicals del soul, pop y rhythm&blues.
El 2013 cada un per separat, van publicar la seva maqueta i quedaren per intercanviar-les. Dodosound li proposà a Iseo de fer una cançó junts combinant les seves influències.
Els dos, ja consolidat el grup, van publicar el seu primer treball conjunt el Juny de 2014. Aquest va ser un single de dues cançons “Dibi dibi”. Però no va ser fins l'abril de l'any següent quan es van presentar oficialment com a duet amb el LP “Cat Platoon” (2015), registrat i editat íntegrament per la parella de Navarra. “Cat Platoon” està format per deu cançons amb influències que van des del rub-a-dub dels vuitanta, fins al dub més actual. L'àlbum destaca per estar molt meticulosament cuidat, des de la seva producció passant pels greus sintètics i les bateries. La parella acostuma a tocar acompanyada pels instruments de Rocko Tenor Sax i el trompetista Alberto Sanzol. Juntament conformen la secció de vents de “Fresh Air”, “Cat Platoon” y “Zombies”. També els acompanya Roberto Sánchez (Ras Telford), amb la seva melòdica a la cançó de “Freedom” i Iñigo Xalbador, saxofonista de “Lonely sax”.
El 2 de Juny de 2017 van treure el seu segon àlbum, “Roots in the Air”, editat per la discogràfica Mundo Zurdo, on mostren la seva evolució musical sense perdre la naturalitat i el seu esperit original. Destaquen les cançons com “Vampire” i els singles de presentació, “Digital Shoots” y “Lost City”. És a partir d'aquest àlbum on Iseo&Dodosound comencen anar acompanyats en directe per The Mousehunters, la secció de vent del grup formada per Jon Zufiaurre: saxo tenor, Alberto Sanzol: trompetista, Iñigo Xalbador: saxòfon baríton i Ana Aznares: flauta travessera. Aquesta barreja d'instruments de vent i so digital dona al grup un so original i porta als seus concerts a una altra dimensió de so.
Els dos integrants del grup, tot i haver deixat la seva ciutat natal i les tradicions d'aquesta, segueixen molt lligats a l'escena musical de Barañain. D'aquesta han sortit grups com Afu o Raperos de Emaus entre altres o també discogràfiques com Sustraian Records i festivals i iniciatives com Iruñea Nola o Ibaiertzean. Ells mateixos es consideren com un grup més que ha sortit de Barañain.
Com a grup sencer han participat en festivals com el Viña Rock, Rototom Sunsplash, Festival de la Llum a la Coruña, Télérama Dub Festival i l'International Dub Gathering, entre d'altres.

## Discografia
- Cat Platoon, autorpoduit el 2015.
- Roots in the Air, Mondo Sonoro, 2017